# Jan z Jenštejna
Jan z Jenštejna (narodil se 27. prosince někdy mezi léty 1347 až1350, nejpravděpodobněji 1350; zemřel 17. června 1400, v Římě, Papežský stát) byl český šlechtic, duchovní, politik a umělec, který byl v letech 1379–1384 nejvyšším kancléřem Království českého a v letech 1379–1396 zastával funkci (v pořadí třetího) pražského arcibiskupa.

## Životopis

### Studia
Pocházel z vlivné pražské měšťanské rodiny, která koupí venkovských sídel povýšila do šlechtického stavu a založila rod pánů z Jenštejna. Jeho otec, Pavel z Jenštejna, působil jako královský notář a jeho strýc Jan Očko z Vlašimi byl druhým pražským arcibiskupem. Protože se očekávalo že mladý Jan také vstoupí do státní služby, bylo mu poskytnuto velmi kvalitní vzdělání. Nejprve studoval u Jana ze Středy, poté v Praze, následně vystudoval teologii v Bologni a Padově. Krátce pobyl také na univerzitě v Montpellier, odkud přešel do Paříže, kde se připravoval na kariéru profesora na Sorboně. Při této přípravě byl pozván k návratu do Prahy, což přijal.

### Kariéra do roku 1380
Do Prahy se vrátil v roce 1373, jako uznávaný odborník na kanonické právo. Přátelil se s královským synem Václavem a v této době byl Karlem IV. jmenován královským kancléřem. Jeho skutečná politická kariéra započala roku 1375, kdy byl jmenován míšeňským biskupem. Vrchol Janovy kariéry nastal  v roce 1379, kdy se 19. března stal pražským arcibiskupem a v témže roce byl králem Václavem IV. jmenován nejvyšším zemským kancléřem. V této době patřil k nejbližším královým spolupracovníkům.
V roce 1380 přežil podle dobové literatury mor. V Čechách se sice v tomto období skutečně nákaza vyskytovala, ale není jisté, jestli on sám onemocněl touto chorobou. Termínem „mor“ se v tehdejší době označovala i řada jiných vážných onemocnění. Podle jiných zdrojů se u Jenštejna projevila některá forma epilepsie způsobená zánětem mozku. Měl různá náboženská vidění a celkově se proměnila jeho osobnost včetně náboženských postojů. Z původního člověka, relativně světského zaměření, se stal fanatický nositel asketických myšlenek.

### Spory s králem
Po roce 1380 postavil asketický život jako program a vzor, kterým by se měla česká společnost řídit. Tento program se dostal do konfliktu s královskou mocí. Konflikt se nedařilo řešit, protože on sám odmítal jakoukoli dohodu. Věřil totiž, že spor bude vyřešen božím zásahem. Oboustranná neochota řešit problém vedla k tomu, že Jana proti králi začala podporovat vyšší šlechta, která tím sledovala vlastní mocenské zájmy. Spor se dále rozrůstal, neboť arcibiskupství začalo zastávat samostatnou zahraniční politiku. Jan totiž podporoval papeže v Římě proti avignonskému vzdoropapeži. Tento jeho postoj se negativně odrážel na vztazích s Francií. Silná církev mu umožnila vyhrotit svůj postoj až k tomu, že dvojpapežství začal prohlašovat za ďáblovo dílo. To dále vyostřilo spor s králem, který si nepřál být ve sporech angažován.
Krize mezi arcibiskupem a králem vstoupila do své vrcholné fáze v roce 1384, kdy se Jan z Jenštejna dostal do sporů s Janem Čúchem ze Zásady. Ten na Labi vybudoval jez na hranici s arcibiskupskými pozemky. Po neúspěšných protestech se Jan z Jenštejna rozhodl jez zničit. Jan Čúch podal na Jenštejna žalobu a ten byl následně zatčen a několik dní vězněn na Karlštejně. V těchto dnech král povolil Janu Čúchovi nahradit si škodu vypleněním arcibiskupského majetku. Dále král odvolal Jenštejna z funkce nejvyššího zemského kancléře. Cílem bylo oslabit jeho pozici, což se však povedlo jen částečně.
Poté se král Václav IV. rozhodl narušovat legitimní pravomoce pražského arcibiskupství, což vyvolávalo další napětí. Cílem těchto akcí bylo donutit Jenštejna k abdikaci, protože jejich vzájemná spolupráce byla nemožná kvůli velkému napětí v zemi.
Dalším vážným sporem který Jan z Jenštejna vyvolal, byl spor s litomyšlským biskupem Janem, ve kterém docílil vzetí biskupa Jana do klatby.

### Rezignace

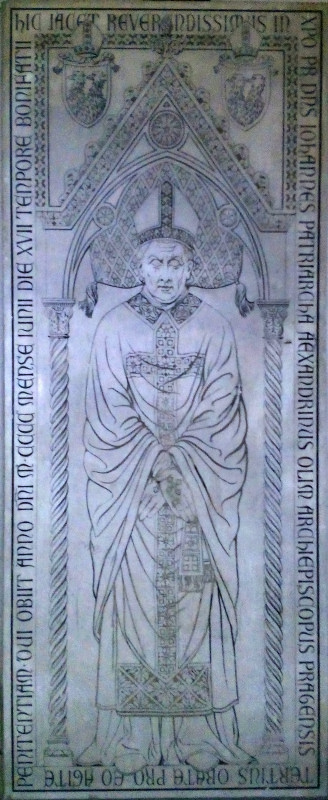
Náhrobník Jana z Jenštejna s rodovým erbem (supími hlavami) v bazilice sv. Praxedy v Římě.

Roku 1392 se spor dostal do fáze, v níž se v podstatě jednalo o postavení církevní správy v Čechách a Jenštejn se shodou okolností dostal do izolace, která nakonec vedla k jeho porážce. V březnu roku 1393 byl umučen generální vikář Jan z Pomuku, takové násilí vůči představiteli církve bylo zcela mimo tehdejší normy, proto Jenštejn podal na Václava IV. žalobu papežské kurii. V Římě však převážila realistická politika, kdy si papež Bonifác IX. uvědomil, že na boj proti vzdoropapeži potřebuje pomoc českého království a že na spor s ním nemá sílu, a ve věci nepodnikl žádné kroky. V této době Jana odmítla podpořit i jeho vlastní kapitula a po několika dalších prohraných sporech byl 2. dubna 1396 nucen abdikovat. 2. července t.r. pak vysvětil arcibiskupem svého synovce Olbrama ze Škvorce.
Po své abdikaci byl v roce 1397 v Římě jmenován titulárním latinským patriarchou alexandrijským, což prakticky znamenalo ztrátu jakéhokoli vlivu. Po roce 1398 byl jeho návrat do českých zemí nemožný také proto, že mu v nich byl zabaven majetek. Zemřel 17. června 1400 v klášteře svaté Praxedy v Římě jako chudý a zlomený člověk, podle jedné legendy zemřel s hrůzou v očích, jakoby s někým zápasil.

## Arcibiskup
Jeho hodnocení ve funkci arcibiskupa je problematické a evidentně bylo problematické již v jeho době. Na počátku jeho kariéry mělo arcibiskupství velkou část svých zájmů shodných se státem. Svojí politikou dokázal z arcibiskupství udělat nástroj boje proti králi. S touto politikou později nesouhlasila ani sama kapitula, proto se v rozhodující chvíli postavila na stranu krále.
V rámci arcibiskupského majetku zrušil tzv. odúmrtní právo, což byl podle něj pozůstatek pohanských zvyků. Dalším výrazným úspěchem bylo zavedení svátku Navštívení Panny Marie, který se stal velmi populární a od roku 1389 je slaven v rámci celé církve; původně byl slaven 2. července, po úpravách kalendáře z roku 1969 je slaven 31. května. Do doby jeho arcibiskupství spadá založení Betlémské kaple a jako arcibiskup se staral o stavbu chrámu svatého Víta.
Pod jeho vedením došlo i k poměrně razantnímu potření nejen celé řady sekt a alchymistů, ale i příznivců avignonského papeže.

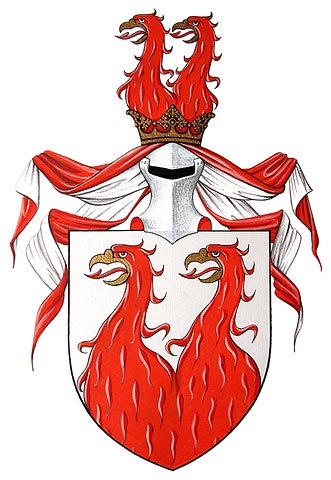
Rodový erb Jenštejnů (supí hlavy) používal společně se znakem pražského arcibiskupství (břevno).

Spory, které vedl s králem a jeho okolím, však vnitřně oslabovaly nejen státní, ale i církevní jednotu a svým způsobem předjímaly husitství, či alespoň pomohly vytvořit živnou půdu pro myšlenky, které se v něm šířily. Spor s králem nakonec vedl k tomu, že kladrubské opatství nebylo povýšeno na biskupství. Tento spor skončil umučením Jana z Pomuku, což vyvolalo tři Jenštejnovy cesty do Říma, z nichž ani jedna nebyla úspěšná.

## Vývoj náboženských názorů
U Jenštejnovy osobnosti je zřetelný výrazný názorový posun, kterým v roce 1380 prošel. Před tímto rokem patřil mezi církevní představitele, kteří se nebránili světskému životu, je známo, že se rád účastnil honů, turnajů, zajímal se o antickou vzdělanost, skládal hudbu a byl také dobrým tanečníkem. Poté, co přežil svoji chorobu, se jeho osobnost změnila a stal se z něj velmi netolerantní asketa, který spal na kamenné podlaze, nosil řetězy a praktikoval sebemrskačství, za což byl svým zpovědníkem několikrát napomínán.
V této době zpřetrhal i vztahy s Francií a orientoval se čistě na římského papeže.

## Umělecká činnost
Lze říci, že jeho umělecké působení je stejně obsáhlé jako jeho politická a náboženská činnost. Organizoval finančně nákladnou přestavbu několika hradů, především Jenštejna.
Dále je zajímavé, že nechával malovat svoje náboženské vize, které podle badatelů odpovídají pozdějším vizím Jany z Arku a částečně vypovídají nejen o jeho osobnosti, ale i o jeho duševním rozpoložení.
Vlastní tvorbou zasáhl do literatury a hudby. Jeho hudební činnost nebyla nijak systematická, ale spíše náhodná. Před rokem 1380 se často jednalo o hudbu k tanci, poté o náboženskou hudbu. Jeho hudební dílo bylo zpracováno v knize Die Hymnen Johanns von Jenstein, Erzbischofs von Prag Q. M. Drevese (kniha byla vydána v jediném vydání v němčině v roce 1886).
Jeho literární činnost je velmi bohatá a obsahuje nejen náboženská a filosofická díla, traktáty, ale i básně.
- Tractatulus de potestate clavium
- Traktat Jana z Jenšteina proti Vojtěchovi Rankovu o odúmrtech
- Epistola ad Iohannem Noviforensem missa
- Libellum de fuga mundi
- De consideratione
- Sermones; Liber dialogorum